# Otto Schwartz (borgmester)
 Der er flere personer med dette navn, se Otto Schwartz.
Otto Georg Schwartz (født 5. juli 1852 i København, død 13. maj 1915 i Vestervig) var en dansk borgmester, gift med Alba Schwartz, fætter til Frans Schwartz, far til Walter Schwartz.
Han var søn af forlagsboghandler Otto Frederik Schwartz og Marianne Cathrine Louise Wilhelmine Rosing, blev 1870 student fra det von Westenske Institut, 1877 cand.jur. og samme år volontør i Den kongelige Landsoverret samt Hof- og Stadsret, blev 1879 kopist ved samme domstol, blev 1896 kgl. udnævnt til assisterende, 1899 virkelig byfoged og byskriver i Skagen, 4. august samme år tillige til borgmester. 10. november 1904 blev Schwartz officielt forflyttet til byfoged og byskriver i Faaborg samt herredsfoged og skriver i Sallinge Herred, men 6. december samme år blev det ham tilladt, at udnævnelsen må betragtes som ikke sket, således at han forblev i sit hidtidige embede. 19. november 1907 blev han Ridder af Dannebrog og 15. september 1908 (fra 1. oktober) udnævnt til herredsfoged og skriver i Hassing og Revs Herreder. Han var også dekoreret med Sankt Annas Orden.
Han blev gift 23. december 1882 i Trinitatis Kirke med Sophie Albertine "Alba" Larsen.